# Barzun
Barzun ist eine französische Gemeinde mit 627 Einwohnern (Stand 1. Januar 2022) im Département Pyrénées-Atlantiques in der Region Nouvelle-Aquitaine (vor 2016: Aquitanien). Die Gemeinde gehört zum Arrondissement Pau und zum Kanton Vallées de l’Ousse et du Lagoin (bis 2015: Kanton Pontacq).
Die Bewohner werden Barzunais oder Barzunaises genannt.

## Geographie
Barzun liegt am östlichen Rand des Départements ca. 25 km südöstlich von Pau im Béarn.
Umgeben wird der Ort von den Nachbargemeinden:
| Hours    | Livron                                      |  |
|          | Kompassrose, die auf Nachbargemeinden zeigt |  |
| Bénéjacq | Pontacq                                     |  |

Barzun liegt im Einzugsgebiet des Flusses Adour. Ein Nebenfluss des Gave de Pau, die Ousse, durchfließt mit einem ihrer Zuflüsse, die Oussére, das Gemeindegebiet. Zwei Nebenflüsse des Gabas, der Ruisseau du Goua de Michou und der Ruisseau Hoursoumou durchqueren den Ort. Ein Zufluss des Lourrou, der Ruisseau Sausse, markiert die westliche Grenze zu Bénéjacq.

## Geschichte
Nicht weniger als 20 Hügelgräber aus der Eisenzeit lieferten Urnen und Bruchstücke aus Bronze und Eisen als Zeugen einer frühen Besiedelung des an Wasser reichen Landstrichs. Der Dolmen von Barzun wurde 1968 auf einem Feld bei Barzun entdeckt und ist nach einer Zwischenstation nunmehr auf dem Rathausplatz von Coarraze aufgestellt.
Barzun ist 1286 erstmals als Barzunum in den Akten von Béarn erwähnt worden. In der Volkszählung im Jahre 1385 wurden 13 Haushalte gezählt und vermerkt, dass die Siedlung in der Bailliage von Pau liegt. Weitere Erwähnungen von Barzun sind in der Folge  Barsun (Volkszählung, 1402) und Barssun (Reformation von Béarn, 1538). Auf der Karte von Cassini 1750 ist Barzun als Barsun eingetragen, ebenso während der Französischen Revolution 1793 als Barsun geführt.
Wirtschaftsfaktoren des 18. Jahrhunderts waren das Gerben und die Nutzung des Mergelvorkommens. Beide Aktivitäten sind längst eingestellt. Am 7. April 1859 brach ein großer Brand aus, bei dem um die 30 Wohnhäuser zum Opfer fielen.

### Einwohnerentwicklung
Nach dem Höhepunkt von über 700 Einwohnern in der Mitte des 19. Jahrhunderts ist die Zahl bis zu den 1940er Jahren um die Hälfte zurückgegangen. Seitdem steigt sie wieder um insgesamt mehr als 50 %.
| Jahr      | 1962 | 1968 | 1975 | 1982 | 1990 | 1999 | 2006 | 2009 | 2022 |
| --------- | ---- | ---- | ---- | ---- | ---- | ---- | ---- | ---- | ---- |
| Einwohner | 409  | 365  | 363  | 401  | 455  | 464  | 569  | 599  | 627  |

## Sehenswürdigkeiten

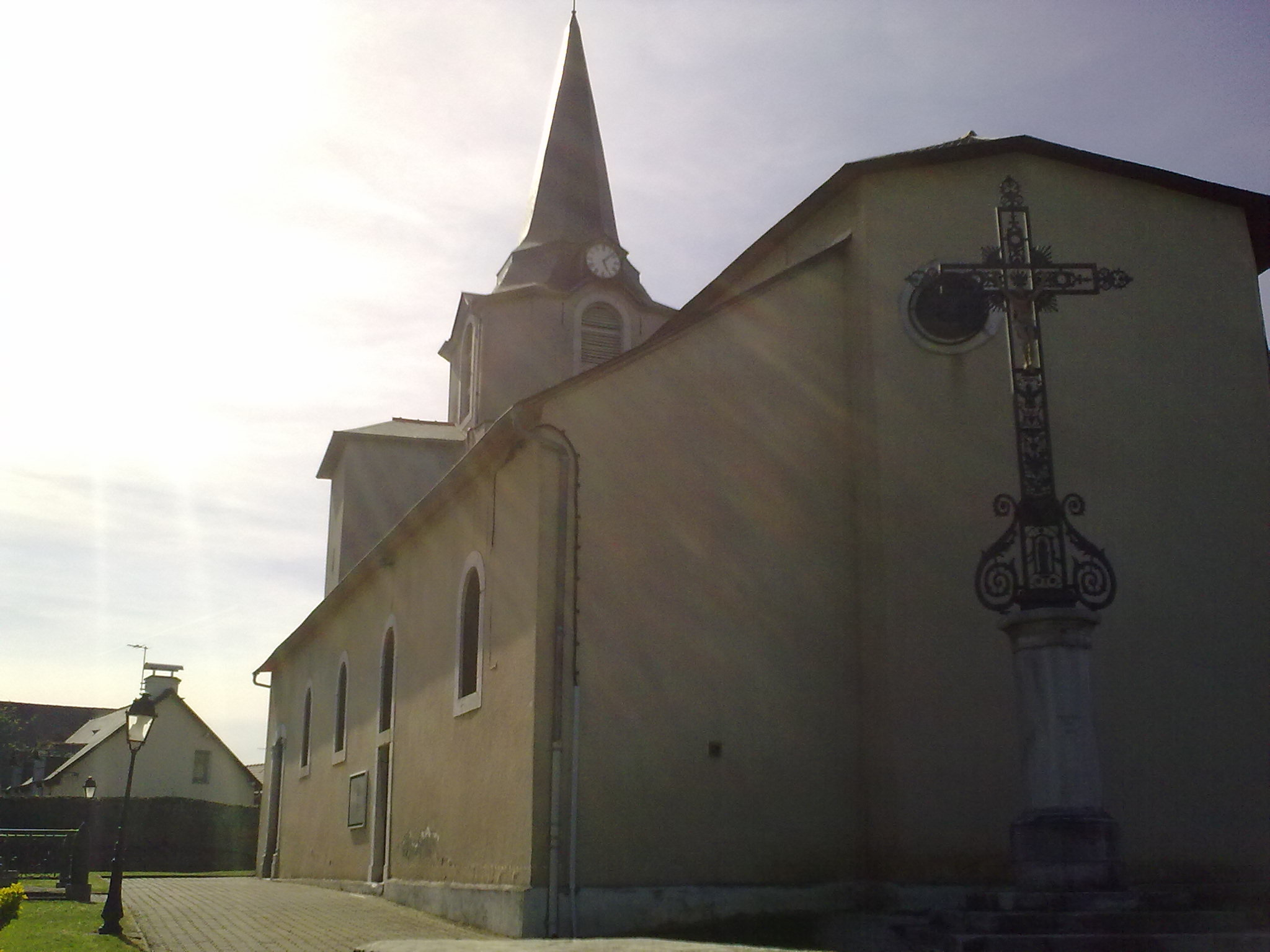
Ortskirche Saint-Vincent-Diacre

- Die dreischiffige Kirche, gewidmet Vinzenz von Valencia, wurde in der Mitte des 19. Jahrhunderts nach dem Scheitern einer geplanten Restaurierung fast vollständig wiederaufgebaut. 1911 bis 1912 wurden neue Bleiglasfenster vom Glasmaler Gustave Pierre Dagrant aus Bordeaux eingesetzt.[8]

## Wirtschaft und Infrastruktur

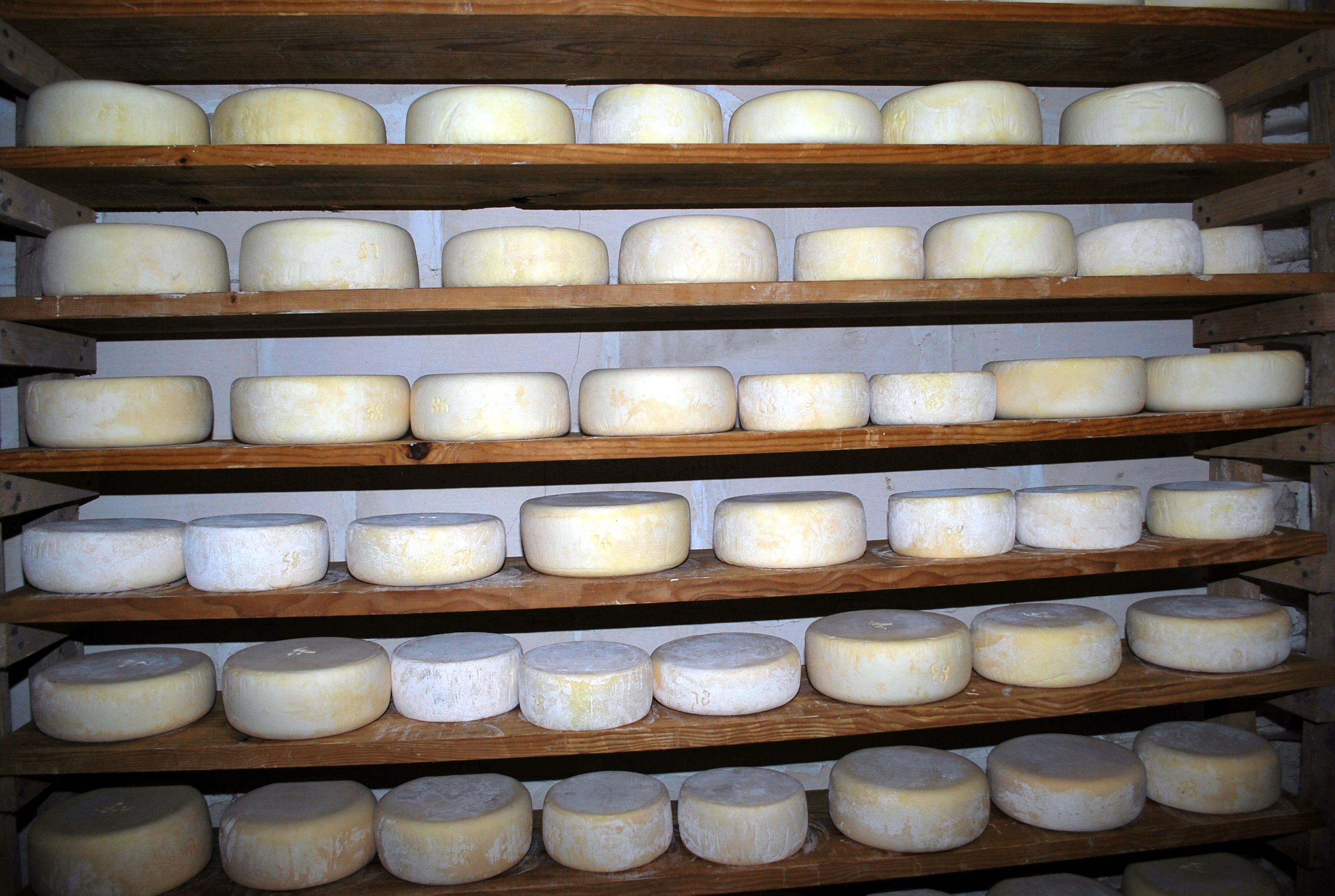
Ossau-Iraty

Ein Schwerpunkt der Wirtschaft bildet die Landwirtschaft. Barzun liegt in der Zone AOC des Ossau-Iraty, ein traditionell hergestellter Schnittkäse aus Schafmilch.

### Verkehr
Barzun wird durchquert von den Route départementales 42, 418, 640, 642 und 940 (ehemalige Route nationale 640) und ist mit einer Linie des Busnetzes Transports 64 mit anderen Gemeinden des Départements verbunden.

## Persönlichkeiten
- Louis Dominique Henri Pardimène, geboren am 15. Juli 1880 in Barzun, von Beruf Postbote, wurde als Soldat des 83. Infanterieregiments im Ersten Weltkrieg durch ein französisches Militärgericht verurteilt und am 7. Januar 1915 in Châlons-sur-Marne hingerichtet, weil er am 20. Dezember 1914 seinen Posten angesichts des Feindes verlassen haben soll. Dies erscheint als eine Statuierung eines Exempels seitens der Generalität, da laut mehrerer Aussagen Pardimène in einem Gefecht an Zeige- und Mittelfinger der rechten Hand so schwer verletzt worden war, dass er sich zur Ambulanz wandte, um sich behandeln zu lassen.[11]

- Pierre-Marie Théas, geboren am 14. September 1894 in Barzun, gestorben am 3. April 1977 in Pau, war Bischof von Montauban und Tarbes und Lourdes. Während der Deutschen Besetzung Frankreichs im Zweiten Weltkrieg hat er sich als Bischof von Montauban öffentlich in Hirtenbriefen gegen die Verfolgung und Deportation der Juden eingesetzt. Er wurde von der Gestapo verhaftet und in das  Konzentrationslager Royallieu bei Compiègne, (Departement Oise), verbracht. Wegen der heranrückenden Alliierten als Geisel gehalten, entkam er im Sommer 1944 im Gegensatz zu vielen Insassen der Deportation. 1969 bekam er für seine Verdienste den Ehrentitel Gerechter unter den Völkern. Nach dem Krieg engagierte sich Pierre-Marie Théas für eine rasche Entlassung deutscher Kriegsgefangener und die deutsch-französische Aussöhnung in der Pax-Christi-Bewegung, dessen Präsident er bis 1950 war.[12]

- Gaëtan Paletou, geboren am 23. Juni 1992 in Barzun, Automobilrennfahrer, hat am 24-Stunden-Rennen von Le Mans 2015 und an der FIA-Langstrecken-Weltmeisterschaft 2015 teilgenommen.